# Quinta da Cruz
A Quinta da Cruz - Centro de Arte Contemporânea está localizada na cidade de Viseu, em Portugal, nas margens do Rio Pavia, entre Vildemoinhos e São Salvador.